# NGC 7600
NGC 7600 је елиптична галаксија у сазвежђу Водолија која се налази на NGC листи објеката дубоког неба.
Деклинација објекта је - 7° 34' 48" а ректасцензија 23h 18m 53,8s. Привидна величина (магнитуда) објекта NGC 7600 износи 11,9 а фотографска магнитуда 12,9. NGC 7600 је још познат и под ознакама MCG -1-59-19, PGC 71029.